# 九龍巴士2E線
九龍巴士2E線是香港一條來往深水埗（白田北）及九龍城碼頭的巴士路線。

## 歷史
- 1961年8月5日：本線開辦，當時來往石硤尾至九龍城碼頭。
- 1967年：因六七暴動，路線縮短至紅磡碼頭，並改經大角咀及油麻地等地區。
- 1968年4月27日：重新延長至九龍城碼頭。
- 1972年4月23日：配合大角咀碼頭啟用，改經大角咀道及櫻桃街。
- 1977年1月1日：路線由石硤尾總站延長至白田邨。
- 1998年2月23日：本線增派空調巴士服務（空調全程收費$4.3，非空調全程收費$3.0）。
- 1998年6月28日：本線改經海泓道（富榮花園），不經新填地街/上海街。另為配合乘客需要，在隨後數月多次改道，取消途經大角咀內街。
- 2008年6月8日：九巴加價，空調全程收費由$4.3增至$4.4，非空調全程收費由$3.0增至$3.2。[2]
- 2011年1月13日：為配合西九龍交通新措施，佐敦道西行不能直接右轉渡船街北行，本線需改經臨時 D1A(S) 路、匯翔道及廣東道，然後返回渡船街原有路線。
- 2011年5月15日：本線非空調巴士車資增加港幣0.1元，由原來的港幣3元2角至港幣3元3角；而本線空調巴士車資則增加港幣0.2元，由原來的港幣4元4角至港幣4元6角。
- 2011年10月10日：本線提升至全空調巴士服務[3]。
- 2013年3月17日：九巴加價，全程收費由$4.6增至$4.9[2]。
- 2014年7月6日：九巴加價，全程收費由$4.9增至$5.1。
- 2015年6月27日：增設到站時間預報。[4]
- 2015年9月22日：因白田邨重建計劃開始實施，白田巴士總站停用，此路線總站暫遷至白雲街上行的「澤田樓」巴士站。

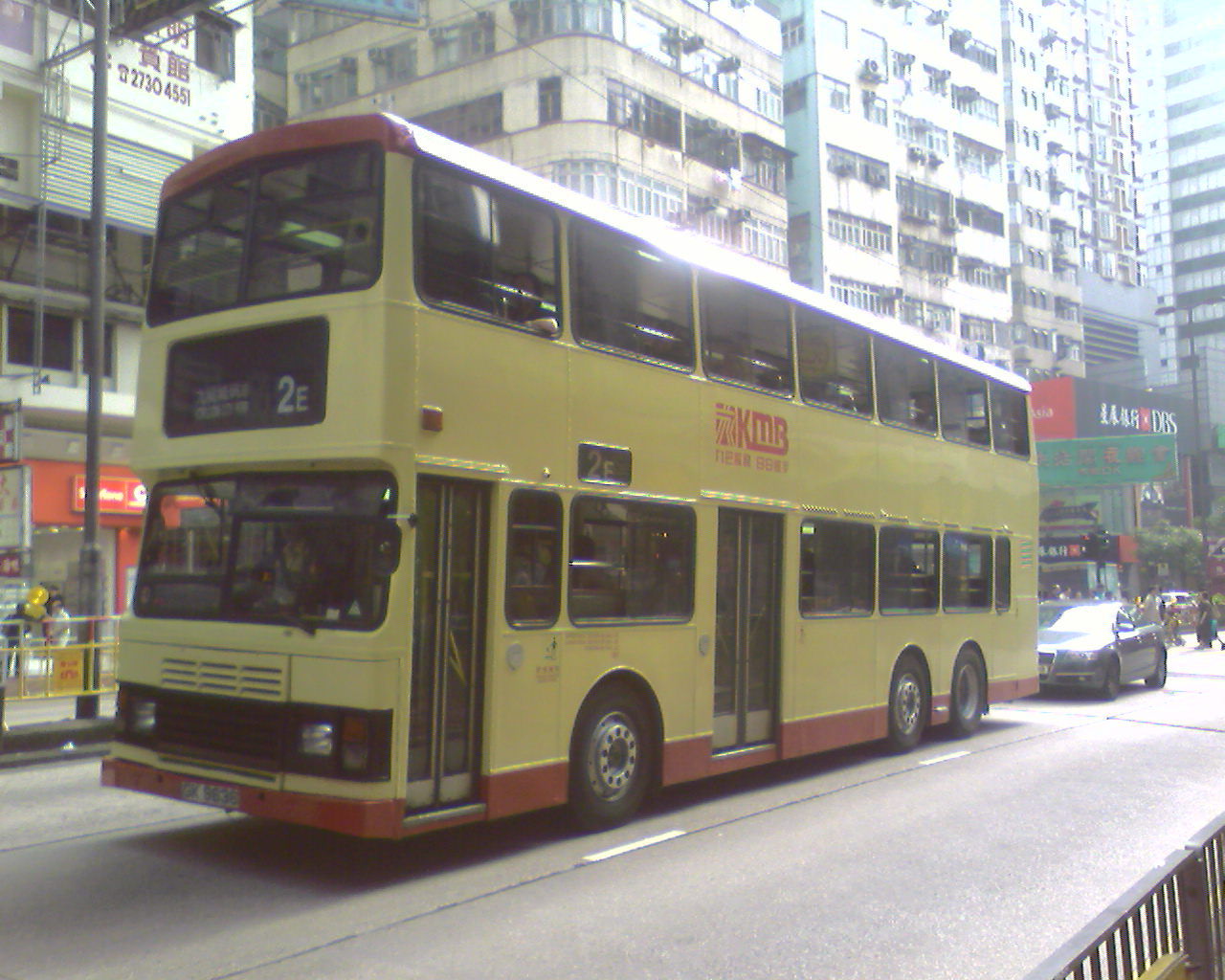
原2E線的非空調掛牌車（S3V）

- 2022年1月23日：往九龍城碼頭方向增停白田（白雲街）公共運輸交匯處。

## 服務時間及班次
| 白田（北）開         | 白田（北）開 | 白田（北）開 | 九龍城碼頭開     | 九龍城碼頭開 | 九龍城碼頭開 |
| 日期                 | 服務時間     | 班次（分鐘） | 日期             | 服務時間     | 班次（分鐘） |
| -------------------- | ------------ | ------------ | ---------------- | ------------ | ------------ |
| 星期一至五           | 05:50-18:50  | 20           | 星期一至五       | 05:45-18:25  | 20           |
| 星期一至五           | 18:50-23:50  | 25           | 星期一至五       | 18:25-23:50  | 25           |
| 星期六、日及公眾假期 | 05:50-09:10  | 25           | 星期六           | 05:45-11:10  | 25           |
| 星期六、日及公眾假期 | 09:10-11:10  | 20           | 星期六           | 11:10-13:50  | 20           |
| 星期六、日及公眾假期 | 11:10-20:20  | 25           | 星期六           | 13:50-21:20  | 25           |
| 星期六、日及公眾假期 | 20:20-23:50  | 30           | 星期六           | 21:20-23:50  | 30           |
|                      |              |              | 星期日及公眾假期 | 05:45-11:10  | 25           |
| 11:10-12:50          | 20           |              | 星期日及公眾假期 |              |              |
| 12:50-20:20          | 25           |              | 星期日及公眾假期 |              |              |
| 20:20-23:50          | 30           |              | 星期日及公眾假期 |              |              |

## 收費
全程：$5.8
| - 本線設有12歲以下小童及65歲或以上長者半價優惠。 - 65歲或以上香港居民使用「樂悠咭」，以及12歲以下合資格殘疾兒童使用「殘疾人士身份」個人八達通繳付車資，均可享有每程$2.0或半價（以較低者為準）的票價優惠；12至64歲合資格殘疾人士使用「殘疾人士身份」個人八達通（包括「樂悠咭」），以及60至64歲香港居民使用「樂悠咭」繳付車資，均可享有每程$2.0或全費（以較低者為準）的票價優惠。 - 65歲或以上長者如使用長者或一般個人八達通繳付車資，則只可享有半價優惠；12至64歲合資格殘疾人士如不使用「殘疾人士身份」個人八達通，以及60至64歲人士如不使用「樂悠咭」繳付車資，必須繳付全費。 - 乘客可以現金或八達通於上車時付款，不設找續。 - 每位成人乘客可免費攜帶最多兩名4歲以下而不佔座位的兒童乘客乘車，超額之4歲以下小童必須繳付小童車費乘車。 - 持有「九巴月票」之乘客在車票有效期內，每日可享最多10程任何九龍巴士及龍運巴士路線（包括本路線，以及聯營路線的九龍巴士／龍運巴士提供的班次；惟乘搭機場「A」及「NA」線則可享原價二七折優惠（不會計算每天10次合資格車程））；而B1線則每日可享最多各2程（不會計算每天10次合資格車程）。 - 九龍巴士、城巴、龍運巴士及陽光巴士全職員工及家屬（不包括外判職員）可免費乘搭本路線，惟必須拍職員或職員家屬八達通。 - 乘客亦可透過多元化電子支付系統（e度嘟）繳付車資，包括使用非接觸式VISA卡、JCB卡、萬事達卡、銀聯卡、美國運通、大來國際、Discover Card、Apple Pay、Google Pay、Samsung Pay、AlipayHK「易乘碼」、支付寶、WeChatHK／微信支付「搭車碼」、銀聯雲閃付「乘車碼」及BOC Pay「乘車碼」。乘客使用此付款方式，使用此支付方式的乘客可享有中途下車之分段收費，以及與其他九巴／龍運獨營路線或聯營線九巴／龍運班次之轉乘優惠，惟不適用於與非九巴／龍運路線之轉乘優惠，亦不能享有「公共交通費用補貼計劃」及「長者及合資格殘疾人士公共交通票價優惠計劃」。 |

### 八達通轉乘計劃
由本路線在120分鐘內轉乘18，或由18 在120分鐘內轉乘本路線均可以獲得$5.4轉乘折扣優惠

## 使用車輛
現時本線使用9輛富豪B9TL 12米（AVBWU）
| 車隊編號 | 車牌   |
| -------- | ------ |
| AVBWU1   | PE3529 |
| AVBWU24  | PJ8677 |
| AVBWU41  | PK2713 |
| AVBWU122 | PX1440 |
| AVBWU232 | RG2936 |
| AVBWU240 | PG4278 |
| AVBWU259 | PJ4642 |
| AVBWU273 | RJ7308 |
| AVBWU438 | TU1343 |

## 行車路線
- 深水埗（白田邨）開經：白雲街、南昌街、通州街、大角咀道、海泓道、麗翔道、渡船街、佐敦道、加士居道、漆咸道南、漆咸道北、機利士南路、蕪湖街、馬頭圍道、土瓜灣道、新碼頭街。
- 九龍城碼頭開經：新碼頭街、土瓜灣道、馬頭圍道、蕪湖街、漆咸道北、漆咸道南、加士居道、佐敦道、匯民道、匯翔道、廣東道、渡船街、欣翔道、海泓道、櫻桃街、深旺道、大角咀道、聚魚道、南昌街、偉倫街、白雲街。

### 沿線車站
| 深水埗（白田邨）開 | 深水埗（白田邨）開 | 深水埗（白田邨）開           | 九龍城碼頭開 | 九龍城碼頭開       | 九龍城碼頭開       |
| 序號               | 車站名稱           | 位置                         | 序號         | 車站名稱           | 位置               |
| ------------------ | ------------------ | ---------------------------- | ------------ | ------------------ | ------------------ |
| 1                  | 白田（北）巴士總站 | 白田（北）巴士總站           | 1            | 九龍城碼頭巴士總站 | 九龍城碼頭巴士總站 |
| 2                  | 白田邨第9座        | 白雲街                       | 2            | 貴州街             | 土瓜灣道           |
| 3                  | 白田巴士總站       | 白田（白雲街）公共運輸交匯處 | 3            | 落山道             | 土瓜灣道           |
| 4                  | 白田邨麗田樓       | 偉倫街                       | 4            | 鴻福街             | 土瓜灣道           |
| 5                  | 石硤尾商場         | 南昌街                       | 5            | 鶴園街             | 馬頭圍道           |
| 6                  | 福華街             | 南昌街                       | 6            | 紅磡街市           | 馬頭圍道           |
| 7                  | 基隆街             | 南昌街                       | 7            | 獲嘉道             | 蕪湖街             |
| 8                  | 深水埗公立醫局     | 南昌街                       | 8            | 九龍佑寧堂         | 佐敦道             |
| 9                  | 洋松街休憩處       | 大角咀道                     | 9            | 白加士街           | 佐敦道             |
| 10                 | 新九龍廣場         | 大角咀道                     | 10           | 炮台街             | 佐敦道             |
| 11                 | 海富苑             | 海泓道                       | 11           | 渡船街             | 渡船街             |
| 12                 | 富榮花園           | 海泓道                       | 12           | 欣翔道             | 欣翔道             |
| 13                 | 甘肅街             | 渡船街                       | 13           | 富榮花園           | 海泓道             |
| 14                 | 渡船街             | 渡船街                       | 14           | 柏景灣             | 海泓道             |
| 15                 | 廟街               | 佐敦道                       | 15           | 富貴街             | 大角咀道           |
| 16                 | 志和街             | 佐敦道                       | 16           | 大同新邨           | 大角咀道           |
| 17                 | 衛理道             | 加士居道                     | 17           | 福利街             | 大角咀道           |
| 18                 | 孖庶街             | 蕪湖街                       | 18           | 醫局街             | 南昌街             |
| 19                 | 佛光街             | 馬頭圍道                     | 19           | 汝州街             | 南昌街             |
| 20                 | 石塘街             | 馬頭圍道                     | 20           | 福華街             | 南昌街             |
| 21                 | 浙江街             | 土瓜灣道                     | 21           | 窩仔街             | 南昌街             |
| 22                 | 落山道             | 土瓜灣道                     | 22           | 白田邨瑞田樓       | 南昌街             |
| 23                 | 九龍城碼頭巴士總站 | 九龍城碼頭巴士總站           | 23           | 白田（北）巴士總站 | 白田（北）巴士總站 |

## 使用狀況
本路線走線迂迴，又駛經多個人口老化的地區，但憑着沿途的獨市位，仍有一定客量支持。
自從港鐵觀塘綫延綫通車後，此線最繁忙半小時平均載客率由2016年1月至3月的79.1%下降至58.3%。

## 外部連結
- 九巴2E線官方網站路線資料 （页面存档备份，存于）